# Werner Michael
Werner Michael (* 9. Dezember 1949 in Tröbitz; † 1. Dezember 2003 ebenda) war ein deutscher Badmintonspieler.

## Karriere
Werner Michael erlernte das Spiel mit dem Federball in seinem Geburtsort beim dortigen Verein Aktivist Tröbitz. Er gewann bei DDR-Nachwuchsmeisterschaften eine Silber- und eine Bronzemedaille sowie die DDR-Juniorenmannschaftsmeisterschaft, bevor er 1970 Stammspieler des Tröbitzer Oberligateams wurde. In diesem Jahr gewann er mit dem Team den 11. Mannschaftstitel für den Serienmeister aus der Niederlausitz. In der folgenden Spielzeit reichte es für die Tröbitzer nur zu Silber, ebenso wie in der Saison 1973/1974. In den folgenden Jahren schaffte es Werner Michael nicht mehr, sich gegen die vereinsinterne Konkurrenz um die Stammplätze in der 1. Mannschaft durchzusetzen und musste sich mit einem Platz im DDR-Liga-Team der Tröbitzer begnügen. Dem Badmintonsport blieb er jedoch ein Leben lang treu, kam im Jahr 2000 sogar noch einmal zum Einsatz im BVT-A-Team. Am 17. November 2002 bestritt er seinen letzten Badmintonwettkampf in der vierten Mannschaft des BV Tröbitz gegen RSV Teltow, bevor ihm ein Krebsleiden die sportliche Betätigung unmöglich machte. An den Folgen dieses Leidens verstarb er acht Tage vor seinem 54. Geburtstag am 1. Dezember 2003.

## Sportliche Erfolge
| Saison    | Veranstaltung                       | Disziplin      | Platz | Name |
| --------- | ----------------------------------- | -------------- | ----- | --- |
| 1962/1963 | DDR-Bestenermittlung AK 12/13       | Herrendoppel   | 2     | Peter Schurig / Werner Michael (Aktivist Tröbitz) |
| 1966/1967 | DDR-Mannschaftsmeisterschaft Jugend | Mannschaft     | 3     | Aktivist Tröbitz (Roland Riese, Bernd Bäcker, Werner Michael, Monika Thiere, Angelika Seifert) |
| 1967/1968 | DDR-Einzelmeisterschaft AK 16/17    | Herrendoppel   | 3     | Werner Michael / Fred Kraus (Aktivist Tröbitz) |
| 1967/1968 | DDR-Mannschaftsmeisterschaft Jugend | Mannschaft     | 1     | Aktivist Tröbitz (Roland Riese, Bernd Bäcker, Werner Michael, Alfred Kraus, Monika Thiere, Angelika Seifert)                                                                                      |
| 1970/1971 | DDR-Mannschaftsmeisterschaft        | Mannschaft     | 1     | Aktivist Tröbitz Gottfried Seemann, Werner Michael, Joachim Schimpke, Erich Wilde, Harry Deinert, Klaus-Peter Färber, Roland Riese, Klaus Katzor, Angelika Seifert, Monika Thiere, Rita Gerschner |
| 1971/1972 | Silberner Federball                 | Herreneinzel B | 1     | Werner Michael (Aktivist Tröbitz) |
| 1971/1972 | DDR-Mannschaftsmeisterschaft        | Mannschaft     | 2     | Fortschritt Tröbitz Gottfried Seemann, Werner Michael, Joachim Schimpke, Klaus-Peter Färber, Roland Riese, Rainer Skobowsky, Klaus Katzor, Rita Gerschner, Angelika Seifert, Monika Thiere        |
| 1972/1973 | Silberner Federball                 | Herreneinzel B | 2     | Werner Michael (Fortschritt Tröbitz) |
| 1973/1974 | DDR-Mannschaftsmeisterschaft        | Mannschaft     | 2     | Fortschritt Tröbitz Annemarie Richter, Harald Richter, Monika Thiere, Joachim Schimpke, Klaus-Peter Färber, Roland Riese, Werner Michael                                                          |
| 1999/2000 | Brandenburg-Meisterschaft O50       | Herrendoppel   | 2     | Werner Michael / Horst Michael (BV Tröbitz) |
| 1999/2000 | Brandenburg-Meisterschaft O50       | Herreneinzel   | 1     | Werner Michael (BV Tröbitz) |